# Alsike
Alsike är en tätort i Knivsta kommun i  Alsike socken. Orten uppstod som ett stationssamhälle vid Alsike station mellan Stockholm och Uppsala. Den har efter millennieskiftet vuxit kraftigt, då kommunen förlagt merparten av Knivstas nybebyggelse dit.
Alsike är beläget i Knivsta kommun, vid Ostkustbanan cirka 4 kilometer norr om centralorten Knivsta där närmaste järnvägsstation finns. Även Alsike kommer att få en station efter spårutbyggnader. Söder om Alsike ansluter riksväg 77 från Norrtälje. 
Alsike kyrka vid Mälaren (Ekoln) ligger cirka 6 km väster om Alsike.

## Befolkningsutveckling
| Befolkningsutvecklingen i Alsike 1950–2020 | Befolkningsutvecklingen i Alsike 1950–2020 | Befolkningsutvecklingen i Alsike 1950–2020 | Befolkningsutvecklingen i Alsike 1950–2020 | Befolkningsutvecklingen i Alsike 1950–2020 |
| ------------------------------------------ | ------------------------------------------ | ------------------------------------------ | ------------------------------------------ | ------------------------------------------ |
|                                            |                                            |                                            |                                            |                                            |
| År                                         |                                            |                                            | Folkmängd                                  | Areal (ha)                                 |
| 1950                                       | 1950                                       |                                            | 343                                        |                                            |
| 1960                                       | 1960                                       |                                            | 270                                        | 119                                        |
| 1965                                       | 1965                                       |                                            | 254                                        | 119                                        |
| 1970                                       | 1970                                       |                                            | 251                                        |                                            |
| 1975                                       | 1975                                       |                                            | 259                                        |                                            |
| 1980                                       | 1980                                       |                                            | 312                                        |                                            |
| 1990                                       | 1990                                       |                                            | 427                                        | 154                                        |
| 1995                                       | 1995                                       |                                            | 538                                        | 158                                        |
| 2000                                       | 2000                                       |                                            | 652                                        | 160                                        |
| 2005                                       | 2005                                       |                                            | 1 682                                      | 197                                        |
| 2010                                       | 2010                                       |                                            | 2 681                                      | 238                                        |
| 2015                                       | 2015                                       |                                            | 3 833                                      | 310                                        |
| 2020                                       | 2020                                       |                                            | 5 057                                      | 340                                        |
|                                            |                                            |                                            |                                            |                                            |

## Samhället
Orten växer öster om järnvägen, mot motorvägen E4. I Alsike finns skolorna Adolfsbergsskolan 5-9, Alsike skola F-6, Brännkärrsskolan F-4 och S:ta Maria skola F-4. I Alsike finns livsmedelsbutik, pizzeria, närlivs, gym och bank. I området finns mest villor och radhus men det finns även lägenheter.

## Alsikeklöver
Alsike har givit namn åt växten Alsikeklöver, vars första fynduppgift återfinns i Carl von Linnés Swenskt Höfrö (Kongliga Swenska Wetenskapsacademiens handlingar 1742).

## Kända personer från Alsike
- Allan Ryding